# Фана Кочовска Цветковић
Фана Кочовска Цветковић (Лавци, код Битоља, 27. јул 1927 — Скопље, 17. април 2004) била је учесница Народноослободилачке борбе, друштвено-политичка радница СФР Југославије и СР Македоније и народни херој Југославије.

## Биографија
Рођена је 27. јула 1927. године у селу Лавци, код Битоља, у сиромашној породици македонског печалбара. Није имала ни три године када јој је отац отишао у печалбу у Америку. Још у детињству морала је да помаже својој мајци у обављању тешких послова на њиви, да би обезбедила своју егзистенцију, јер печалбарска зарада није била сигурна ни стална.
После окупације Југославије, априла 1941. године, у селу Лавцима постојала је јака партијска организација, под чијим је окриљем радио скојевски актив чији је члан била и млада Кочовска. Бугарским фашистичким окупаторима успело је да ухвате једног члана скојевског актива, који се лоше држао пред полицијом, одавши рад организације и њене чланове. Фана је успела да се склони пред фашистичком полицијом, која је дошла у село да је пронађе, претресајући кућу и малтретирајући њену мајку и баку.
Фана је наставила илегално да ради. Убрзо затим отишла је у партизански одред „Гоце Делчев“. Тада није имала ни пуних петнаест година. У пролеће 1944. године, Фана је била део групе од седам бораца, која је требало да прекине производњу у руднику олова код Злетова уништењем његових постројења. Задатак је био да нападну бункере које су држали немачки и бугарски фашисти. Задатак је био извршен, али је Фана била рањена. Другови су је једва спасли од непријатељских рафала. Штаб бригаде одлучио је да је остави на лечењу у селу, са осталим рањеницима. Фана је одбила боравак у селу и остала и даље у бригади.
Истакла се приликом борби код села Лавци 1943. године, када су погинули командант одреда Тошо Ангеловски Даскалот, млади бомбаш Панде Хајзе и још неколико другова. Скривајући се по околини села Лавци, око месец и по дана са једном групом партизана, Фана је једном четири дана остала сама, окружена бугарским патролама, које су даноноћно вршили претресе и потере, знајући да се партизани налазе у близини. Фана је била учесник двадесетодневног Фебруарског похода 1944. године, од Кожуфа до Козјака. Тада је била омладински руководилац батаљона „Стив Наумов“.

### Послератни период
Непосредно после ослобођења је била на одговорним функцијама у омладинским форумима. Била је члан Обласног комитета Народне омладине у Битољу, члан Бироа Централног комитета Народне омладине Македоније, председник Секције жена задругара Македоније, те члан ове секције за Југославију. Затим је била председник Комисије за друштвени надзор СР Македоније. Бирана је за члана Главног одбора Председништва СУБНОР-а Македоније, члана Сталног дела Конференције СКЈ, а на Десетом конгресу СКЈ и за члана Централног комитета СКЈ.
Умрла је 17. априла 2004. године у Скопљу.
Носилац је Партизанске споменице 1941. и других југословенских одликовања, међу којима су — Орден заслуга за народ са златном звездом и Орден братства и јединства са златним венцем. Орденом за храброст одликована је двапут. Орденом народног хероја одликована је 9. октобра 1953. године. У тренутку одликовања, са 26 година била је најмлађи живи народни херој Југославије.